# 矢野健太郎 (数学者)
矢野 健太郎（やの けんたろう、1912年〈明治45年〉3月1日 - 1993年〈平成5年〉12月25日）は、日本の数学者。東京工業大学名誉教授。専門は微分幾何学。従三位勲二等瑞宝章。数学教育、一般への啓蒙についても精力的に活動し、この方面に関する著作も多い。

## 来歴
彫刻家の子として当時の東京府東京市に生まれた。市立東京二中、旧制東京高校、東京帝国大学理学部数学科を卒業後、同大学助教授、東京工業大学教授、旧制武蔵高等学校教授などを務めた。1950年から1952年までプリンストン高等研究所に滞在。
1954年にアムステルダムで開催された国際数学者会議で招待講演を行っている。

## 人物

### 数学者として
小学生のときにアインシュタインの訪日と相対性理論に関するニュースを聞く。東京帝国大学では幾何学を専攻、1934年（昭和9年）に卒業して大学院に進む。同時に東京物理学校の講師に就任。その当時グレゴリオ・リッチ (Curbustro Gregorio Ricci) 、レビ・チビタ (Tullio Levi-Civita) などの絶対微分学が確立されつつある時代で、いち早くその重要性に着目した。またおなじころ、発展中であった、エリ・カルタンの接続の概念に注目し、カルタンの下での研究を志し、1936年（昭和11年）にパリ大学へ留学した。
パリ大学に提出した射影接続空間に関する論文により理学博士の学位を得る。1941年 東京大学 、理学博士 論文は仏文である。高校生のときから相対性理論に興味を持っていたこともあり、統一場理論に関する論文も発表している。以後精力的に論文を発表していく。第二次大戦の影響で研究はややその速度を緩めるが、終戦後は堰を切ったようにますます論文の数は増えていった。プリンストン高等研究所ではサロモン・ボホナー (en:Salomon Bochner) のもとで大域微分幾何学の研究を主に行い、ボホナーとの共著も出版されている。
当時、同じくプリンストン高等研究所にいたアインシュタインと親交を深める。矢野の夫人とアインシュタインが腕を組んでいる写真は矢野家の家宝とのことである。その当時のことを記した『アインシュタイン伝』は代表作である。
以後も、世界中を飛び回り、客員教授や講演で活躍した。晩年になっても研究生活は継続し、共著や単独で多数の論文を発表した。

### 教育者として
矢野は多数の書物を執筆しており、その多くはいまでも広く読まれている。『数学通論』、『教養の数学』のような専門書、教科書から、『数学の楽しさ』、『数学物語』、『ゆかいな数学者たち』のような啓蒙書、エッセイ集、『解法のテクニック』などの大学受験参考書まで質的にも幅広い。NHKのテレビ番組「暮らしの数学」のレギュラーも勤めた。
戦後しばらくし、岩波書店〈岩波全書〉で初学者向けの「数学入門シリーズ」が企画されたとき、矢野は『初等解析幾何学』と『代数入門』を執筆した。矢野の執筆した学生向けの入門書、参考書は、多くの大学・専門学校でテキストとして採用された。
雑誌『数学セミナー』への連載が元になった著書もある。矢野のお陰で、モノグラフから多くの単元が削除された際も、「幾何学」は削除の対象にならなかった。

## 著作

### 単著
- 『數學物語』小山書店〈少年少女世界文庫 第13編〉、1936年11月。
  - 『数学物語』小山書店〈梟文庫 5〉、1949年。
  - 『数学物語』角川書店〈角川文庫〉、1961年。
  - 『数学物語』（新装版）角川学芸出版〈角川ソフィア文庫〉、2008年4月。ISBN 978-4-04-311802-1。
- 『初等リーマン幾何学』考へ方研究社、1942年。
  - 『リーマン幾何学入門』森北出版〈数学ライブラリー 20〉、1971年。ISBN 4-627-00200-9。
- 『角の三等分』創元社〈科学の泉 2〉、1943年。
  - 『角の三等分』一松信解説、日本評論社〈数セミ・ブックス 8〉、1984年4月。
  - 『角の三等分』一松信解説、筑摩書房〈ちくま学芸文庫〉、2006年7月。ISBN 4-480-09003-7。
- 『数の生ひ立ち』学習社〈学習社文庫〉、1947年。
  - 『数の生いたち』（新訂）学習社、1953年。
  - 『数の生いたち』（新版）岩崎書店〈学生の数学文庫 12〉、1957年。
- 『解析幾何学』東海書房、1947年。
- 『接続の幾何学』河出書房〈数学集書 2〉、1947年。
  - 『接続の幾何学』（再版）河出書房〈数学集書 第2〉、1948年。
- 『図形の生い立ち』学習社〈学習社文庫〉、1948年。
- 『幾何学ノート 現代空間論序説』逍遥書院、1948年。
- 『微分方程式通論』東海書房〈東海数学叢書 第5〉、1948年。
- 『微分幾何学』朝倉書店〈数学全書 第10巻〉、1949年。
- 『数学風景』文藝春秋新社、1949年。
- 『初等解析幾何学』岩波書店〈岩波全書 第113〉、1950年。
  - 『初等解析幾何学』（改訂版）岩波書店〈岩波全書〉、1970年。
- 『図形のふしぎ』中央公論社、1951年。
  - 『数の生い立ち・図形のふしぎ』中公文庫、2023年10月。
- 『食後の数学』読売新聞社、1953年。
- 『数学の話』岩波書店〈学生の数学文庫 第2〉、1953年。
- 『数学物語』生活百科刊行会、1954年。
- 『右と左 数学えとせとら』朝日新聞社〈朝日文化手帖〉、1954年。
- 『代数入門』岩波書店〈岩波全書〉、1955年。
- 『数学オンジエア 大人のための数学物語』生活百科刊行会、1955年。
- 『数学・ポ・プーリ』河出書房〈河出新書〉、1956年。
- 『微分積分学』裳華房、1956年3月。 改訂版は絶版。
  - 『微分積分学』裳華房、2001年1月。ISBN 4-7853-0601-7。 - オンデマンド印刷による復刊。
- 『たのしく読もう考えよう さんすう教室 1～6年生』駒宮録郎ほか絵、実業之日本社、1956年。
- 『現代数学読本』日本評論新社、1957年。
- 『微分方程式 大学演習』裳華房、1957年。
- 『おもしろい形』野々口重絵、岩崎書店〈小学生の算数全集 4〉、1958年。
- 『代数学と幾何学』裳華房、1958年3月。
  - 『代数学と幾何学』（復刊）裳華房、2012年。ISBN 978-4-7853-1010-3。 - オンデマンド印刷による復刊。生誕100周年記念。
- 『数学さ・え・ら』日本評論新社、1958年。
- 『エレガントな解答』法政大学出版局、1958年。
  - 『エレガントな解答』筑摩書房〈ちくま学芸文庫〉、2007年11月。ISBN 978-4-480-09117-8。
- 『重要問題解法の手びき 数学1 代数篇』科学新興社、1958年。
  - 『基本問題解法の手びき 数学1 代数』科学新興社、1959年。
- 『重要問題解法の手びき 数学1 幾何編』科学新興社、1958年。
  - 『基本問題解法の手びき 数学1 幾何』科学新興社、1959年。
- 『重要問題解法の手びき 数学2』科学新興社、1958年。
- 『重要問題解法の手びき 数学3』科学新興社、1958年。
- 『わかる数の生いたち』岩崎書店〈中学生の数学教室 10〉、1959年。
- 『微分方程式』裳華房、1959年3月。
  - 『微分方程式』裳華房、1990年8月。ISBN 4-7853-1011-1。 - オンデマンド印刷による復刊。
- 『教養の数学』裳華房、1960年。
  - 『教養の数学』（改訂版）裳華房、1968年。
- 『数学むだばなし』新潮社、1960年。
- 『解析幾何学』朝倉書店〈朝倉数学講座 第3〉、1961年。
  - 『解析幾何学』（復刊）朝倉書店〈朝倉数学講座 2〉、2004年3月。ISBN 4-254-11672-1。
- 『数学うらばなし』有紀書房、1961年。
- 黒田孝郎ほか編 編『微分と積分』共立出版〈市民の数学 第5〉、1961年。
- 『解析幾何学演習』朝倉書店〈朝倉数学講座 第4〉、1961年。
- 『数学通論』裳華房、1962年。
  - 『数学通論』（改訂版）裳華房、1978年2月。
- 黒田孝郎ほか編 編『数学の歩み』共立出版〈市民の数学 第1〉、1962年。
- 『暮しの数学』日本放送出版協会、1962年。
  - 『暮しの数学』中公文庫、2020年。。ISBN 412-2068770
- 『数の世界』藤田正純ほか絵、小学館〈科学図説シリーズ 9〉、1963年。
- 『数学のすすめ 現代人の数学入門』河出書房新社〈Kawade Paperbacks〉、1963年。
- 『数学メランジュ』有紀書房、1963年。
- 黒田孝郎ほか編 編『入門新しい数学』共立出版〈市民の数学 8〉、1963年。
- 『相対性理論』福原満洲雄監修、至文堂〈近代数学新書〉、1963年。
- 『怠け者の算数』同盟通信社、1963年。
- 『数学の考え方』講談社〈講談社現代新書〉、1964年。
- 『初等微分方程式』日本評論社、1964年。
- 『新・数学むだばなし』新潮社、1964年。
- 『空飛ぶ数学者』ダイヤモンド社、1965年。
- 『お母さまのさんすう』暮しの手帖社、1965年。
  - 『お母さまのさんすう』暮しの手帖社、1984年4月。
- 『解法のテクニック 数学1』科学新興社、1965年4月。
  - 『解法のテクニック 数学1』（改訂版）科学新興社、1975年11月。
  - 『解法のテクニック 数学1』（3訂版）科学新興社、1977年。
  - 『解法のテクニック 数学1 新課程』科学新興社、1982年。
  - 『解法のテクニック 数学1』（改訂版）科学新興社、1985年。ISBN 4-7596-0009-4。
  - 『解法のテクニック 数学I』（3訂版）科学新興社、1992年1月。ISBN 4-7596-0014-0。
- 『解法のテクニック 数学2B』科学新興社、1965年7月。
  - 『解法のテクニック 数学2B』（改訂版）科学新興社、1977年1月。
- 『集合』共立出版〈新しい数学へのアプローチ 1〉、1966年。
- 『新しい数学』岩波書店〈岩波新書〉、1966年。
- 『数学の考え方・学び方』ダイヤモンド社、1966年。
  - 『数学の考え方』（改訂版）講談社学術文庫、2015年。
- 『数学ノートブック』新潮社、1966年。
- 『集合と論理 数学用語考現学』日本評論社、1966年。
- 『数学をきずいた人々』講談社〈講談社現代新書〉、1966年。
- 『数の世界』藤田正純絵、小学館〈学習科学図鑑シリーズ 9〉、1967年。
- 『基本問題解法の手びき 数学1 新制度』（改訂新版）科学新興社、1967年4月。
- 『基本問題解法の手びき 数学2B 新制度』（改訂新版）科学新興社、1967年4月。
- 『基本問題解法の手びき 数学3 新制度』科学新興社、1967年3月。
- 『数学へのすすめ』講談社〈講談社現代新書〉、1968年。
- 『アインシュタイン伝』新潮社〈新潮選書〉、1968年。新版1983年
  - 『アインシュタイン伝』新潮社〈新潮文庫〉、1997年6月。ISBN 4-10-121907-9。再版2005年3月
- 『接続の幾何学』森北出版〈数学ライブラリー 4〉、1968年。
- 『数学入門』森北出版〈数学ライブラリー 教養篇 1〉、1968年。
- 『微分方程式通論』日新出版、1969年。
  - 『微分方程式通論』（4版）日新出版〈実用数学全書〉、1986年4月。ISBN 4-8173-0061-2。
- 『平面解析幾何学』裳華房〈基礎数学選書 2〉、1969年11月。ISBN 978-4-7853-1102-5。 - オンデマンド印刷による復刊。
- 『確率のはなし』講談社〈講談社現代新書〉、1969年。
  - 『確率のはなし』KADOKAWA〈角川ソフィア文庫〉、2019年。
- 『数学ずいひつ』新潮社、1969年。
- 『立体解析幾何学』裳華房〈基礎数学選書 4〉、1970年3月。ISBN 978-4-7853-1104-9。 - オンデマンド印刷による復刊。
- 『これからの数学』田代三善絵、ポプラ社〈ポプラ・ブックス 14〉、1971年。
- 『数学の発想』講談社〈講談社現代新書〉、1971年。
- 『新数学入門』新潮社〈新潮選書〉、1971年。
- 『数の世界』日本経済新聞社、1971年。
- 『幾何学の歴史』日本放送出版協会〈NHKブックス〉、1972年。
- 『数学の散歩道』新潮社、1972年。
- 『数学あらべすく 31のたのしい問題』読売新聞社、1975年。
- 『数学の雑記帳』新潮社、1975年。
- 『数学のたのしさ』新潮社〈新潮文庫〉、1976年。
- 『幾何の発想 ギリシア』朝日出版社〈エピステーメー叢書〉、1976年。
  - 『幾何の発想』講談社〈講談社学術文庫〉、1990年6月。ISBN 4-06-158929-6。
- 『解法の手びき 数学1 新課程』（改訂版）科学新興社、1977年1月。
  - 『解法の手びき 数学1 新課程』科学新興社、1982年。
- 『解法の手びき数学2B 新課程』（改訂版）科学新興社、1977年。
- 『解法の手びき数学3 新課程』科学新興社、1975年1月。
- 『1次変換』共立出版〈数学ワンポイント双書 6〉、1977年1月。
- 『微分積分学』（改訂版）裳華房、1977年2月。ISBN 4-7853-1024-3。
- 『数学への招待』新潮社〈新潮文庫〉、1977年4月。ISBN 4-10-121902-8。
- 『ベクトル解析』秀潤社〈使える数学シリーズ 3〉、1977年6月。
- 『数学者の手帖』新潮社、1977年10月。
- 『数学プロムナード』学生社〈科学随筆文庫 4〉、1977年11月。
- 『現代幾何の発想』朝日出版社〈エピステーメー叢書〉、1978年1月。
- 『アインシュタインの不思議な世界』日本放送出版協会〈NHKブックスジュニア〉、1978年。
- 『人類の知的遺産68 アインシュタイン』講談社、1978年10月。
  - 『アインシュタイン』講談社学術文庫、1991年10月。ISBN 4-06-158991-1。改訂版
- 『数学切りぬき帳』新潮社、1978年12月。
- 『図形と式 解析幾何入門』講談社〈リフレッシュ数学 2〉、1979年11月。
- 『数学質問箱 なぜだろう？そこが知りたい!』講談社〈ブルーバックス〉、1979年12月。
- 『数学のおくりもの』旺文社文庫、1980年2月。
- 『すばらしい数学者たち』新潮文庫、1980年4月。ISBN 4-10-121903-6。改版2008年7月
- 『数学おぼえ書き』新潮社、1980年7月。
- 『ゆかいな数学者たち』新潮文庫、1981年12月。ISBN 4-10-121904-4。
- 『幾何の有名な定理』共立出版〈数学ワンポイント双書 36〉、1981年12月。ISBN 4-320-01076-0。
- 『数学おしゃべり帳』新潮社、1982年9月。
- 『一幾何学者の回想』 上、日本評論社〈数セミ・ブックス 1〉、1982年12月。
- 『一幾何学者の回想』 下、日本評論社〈数セミ・ブックス 2〉、1982年12月。
- 『数学ふしぎ・ふしぎ』新潮文庫、1983年10月。ISBN 4-10-121905-2。
- 『解法のテクニック 代数・幾何 新課程』科学新興社、1983年。
  - 『解法のテクニック 代数・幾何』（改訂版）科学新興社、1985年。ISBN 4-7596-0010-8。
  - 『解法のテクニック 代数・幾何』（3訂版）科学新興社、1991年11月。ISBN 4-7596-0015-9。
- 『解法のテクニック 基礎解析 新課程』科学振興社、1983年。
  - 『解法のテクニック 基礎解析』（改訂版）科学新興社、1985年。ISBN 4-7596-0011-6。
  - 『解法のテクニック 基礎解析』（3訂版）科学新興社、1991年11月。ISBN 4-7596-0016-7。
- 『解法のテクニック 微分・積分 新課程』科学新興社、1983年。ISBN 4-7596-0004-3。
  - 『解法のテクニック 微分・積分』（改訂版）科学新興社、1986年12月。ISBN 4-7596-0012-4。
  - 『解法のテクニック 微分・積分』（3訂版）科学新興社、1992年1月。ISBN 4-7596-0017-5。
- 『解法の手びき 基礎解析 新課程』科学新興社、1983年。
  - 『解法の手びき 基礎解析』（改訂版）科学新興社、1985年。ISBN 4-7596-0037-X。
- 『解法の手びき 代数・幾何 新課程』科学新興社、1983年。
  - 『解法の手びき 代数・幾何』（改訂版）科学新興社、1985年。ISBN 4-7596-0036-1。
- 『解法の手びき 新課程 微分・積分』科学新興社、1983年。ISBN 4-7596-0023-X。
- 『解法の手びき 確率・統計 新課程』科学新興社、1984年11月。ISBN 4-7596-0030-2。
- 『おかしなおかしな数学者たち』新潮社〈新潮文庫〉、1984年6月。ISBN 4-10-121906-0。
- 『数学史』茂木勇増補（改訂版）、科学新興新社〈モノグラフ 25〉、1989年9月。ISBN 4-89428-187-2。
- 『解法へのパスポート 確率・統計 新課程』科学新興社〈基礎をかためるシリーズ〉、1986年12月。ISBN 4-7596-0047-7。
- 『解法のテクニック 確率・統計』（改訂版）科学新興社、1986年12月。ISBN 4-7596-0013-2。
  - 『解法のテクニック 確率・統計』（3訂版）科学新興社、1992年1月。ISBN 4-7596-0018-3。
- 『線形代数』日本評論社〈日評数学選書〉、2001年9月。ISBN 4-535-60131-3。1972-74年に「数学セミナー」に連載

### 共著
- 大阪帝国大学数学談話会編 編『大阪帝国大学数学講演集 第8』岩波書店、1941年。
- 黒田孝郎『青年技術者のための幾何学』大絋書院、1943年。
- 黒田孝郎『幾何学』柏葉書院、1947年。
- 弥永昌吉『数学とその生い立ち』中教出版〈新制大学一般教養数学篇 第3〉、1950年。
- 矢野健太郎ほか『人間の知恵 現代科学を展開させた十の業績』中央公論社、1957年。
- 矢野健太郎ほか共著 著、矢野健太郎編 編『解析学』森北出版〈大学課程数学〉、1958年。
- 石原繁『ベクトル解析 大学演習』裳華房、1964年。
- 石原繁『解析学概論』裳華房、1965年。
- 茂木勇『教養の数学 大学演習』裳華房、1967年。
- 石原繁『解析学概論 大学演習』裳華房、1967年。
  - 石原繁『解析学概論』（新版）裳華房、1982年1月。ISBN 4-7853-1032-4。
- 武藤義夫『テンソル解析』広川書店〈数学双書〉、1968年。
- 石原繁『科学技術者のための基礎数学』裳華房、1968年。
- 茂木勇『行動科学者のための基礎数学』裳華房、1971年。
- 石原繁『線形代数』裳華房、1972年。
- 石原繁『微分積分学』裳華房、1973年。
- 石原繁『微分』裳華房〈演習数学選書〉、1974年。
  - 石原繁『微分』裳華房〈演習数学選書〉、1985年8月。ISBN 4-7853-1202-5。
- 吉沢保枝、香川昇『算数を強くする法 親が恥をかかないですむ本』三晃書房、1974年。
- 石原繁『線形代数要論』裳華房、1976年。
- 石原繁『積分』裳華房〈演習数学選書〉、1976年。
- 吉沢保枝『頭の洗濯 数と図形のパズル』三晃書房、1976年。
- 石原繁『線形代数概論』裳華房、1978年1月。
- 石原繁『線形代数』裳華房〈演習数学選書〉、1979年5月。
- 田代嘉宏『社会科学者のための基礎数学』裳華房、1979年12月。
  - 田代嘉宏『社会科学者のための基礎数学』（改訂版）裳華房、1993年11月。ISBN 4-7853-1081-2。
- 石原繁『基礎解析学』裳華房、1981年1月。ISBN 4-7853-1029-4。
  - 石原繁『基礎解析学』（改訂版）裳華房、1993年11月。ISBN 4-7853-1079-0。
- 矢野健太郎ほか『数学教育を見直す NHK「教師の時間」より』 中学校編、学校図書、1982年11月。
- 石原繁『科学技術者のための基礎数学』（新版）裳華房、1982年11月。ISBN 4-7853-1035-9。
- 石原繁『基礎の数学』裳華房、1983年2月。ISBN 4-7853-1036-7。
  - 石原繁『基礎の数学』（改訂版）裳華房、1989年10月。ISBN 4-7853-1059-6。
- 石原繁『代数・幾何』裳華房、1983年4月。ISBN 4-7853-1037-5。
- 石原繁『微分積分』裳華房、1984年2月。ISBN 4-7853-1040-5。
  - 石原繁『微分積分』（改訂版）裳華房、1991年11月。ISBN 4-7853-1071-5。
- 武藤徹『微分方程式 立て方と解き方 大学教養』東京図書、1984年12月。ISBN 4-489-00125-8。
- 竹内均、畑正憲『数学のたのしさ抄 地球を考える抄 天然記念物の動物たち抄』向学社〈向学社現代教養選書 5 随筆 1〉、1984年9月。ISBN 4-7952-6655-7。
- 石原繁『線形代数』裳華房、1990年7月。ISBN 4-7853-1062-6。
- 石原繁『微分方程式』裳華房〈基礎解析学コース〉、1994年11月。ISBN 4-7853-1086-3。
- 石原繁『複素解析』裳華房〈基礎解析学コース〉、1995年9月。ISBN 4-7853-1089-8。
- 石原繁『ベクトル解析』裳華房〈基礎解析学コース〉、1995年10月。ISBN 4-7853-1094-4。
- 石原繁『応用解析』裳華房〈基礎解析学コース〉、1996年9月。ISBN 4-7853-1097-9。

### 編著
- 平野幸太郎『積分学の演習』森北出版〈理論応用数学演習全書 第2〉、1957年。
- 『代数学と幾何学』青林書院〈大学教養演習講座 第1〉、1959年。
- 『微分積分学』青林書院〈大学教養演習講座 第2〉、1960年。
- 『解析学』青林書院〈大学教養演習講座 第3〉、1960年。
- 『演習微分・積分学』青林書院新社、1962年。
- 『数学1・2（代数）難問集』學生社、1962年6月。
- 『数学3難問集』學生社、1962年12月。
- 『実力がつく数学1問題集』績文堂、1963年3月。
- 吉田洋一・矢野健太郎共編 編『私の数学勉強法』ダイヤモンド社、1965年。
  - 吉田洋一・矢野健太郎共編 編『私の数学勉強法』ダイヤモンド社〈サイエンスブックス〉、1982年3月。
- 遠山啓『数学ティータイム』日本評論社、1965年。
- 遠山啓『新・数学案内』ダイヤモンド社、1966年。
- 茂木勇・石原繁編 編『数学小辞典』共立出版、1968年。
  - 茂木勇・石原繁編著・東京理科大学数学教育研究所第2版編集 編『数学小辞典』（第2版）共立出版、2010年4月。ISBN 978-4-320-01931-7。
- 石原繁、船橋昭一・石原育夫執筆 著、石原繁共編 編『問題集微分積分』裳華房、2010年2月。ISBN 978-4-7853-1554-2。

### 監修
- 『おはなしさんすう』 1ねん、よこたしょうじほか絵、実業之日本社、1964年。
- 『おはなしさんすう』 2ねん、よこたしょうじほか絵、実業之日本社、1964年。
- 『おはなしさんすう』 3ねん、よこたしょうじほか絵、実業之日本社、1964年。
- 『おはなしさんすう』 4ねん、よこたしょうじほか絵、実業之日本社、1964年。
- 『モノグラフ』シリーズ、科学新興社（1966年-1987年）、科学新興新社（1988年-）[11]。
- アイザック・アシモフ『アシモフ選集』石川洋之介訳、共立出版〈数学編 第4〉、1969年。
- 『少年パズルマガジン』矢野健太郎指導、だざいまちこ絵、講談社〈マガジンシリーズ〉、1970年。
- アイザック・アシモフ『アシモフ選集』矢野健太郎監修、 石川洋之介訳、共立出版〈数学編 第5〉、1970年。
- 『数とコンピューター』岡田要監修者、矢野健太郎監修指導、立風書房〈学習科学まんがシリーズ 14〉、1971年。
- 『旺文社中学数学事典』矢野健太郎ほか監修、旺文社、1971年。
- 『さんすうずかん』講談社〈幼稚園百科 24〉、1974年。

### 翻訳
- エミール・ボレル『空間と時間』岩波書店〈岩波新書 第64〉、1940年。
- アイゼンハルト『非リーマン幾何学』文政社、1943年。
  - L・P・アイゼンハルト『非リーマン幾何学』（復刻版）現代工学社、1976年7月。
- エミール・ボレル『偶然論』岩波書店、1943年。
- ギュスターヴ・ジュヴェー『新物理学の構造』白水社〈白水社科学選書 第19〉、1944年。
  - ギュスターヴ・ジューヴェー『新物理学の構造』（2版）白水社〈白水社科学選書 第19〉、1946年3月。
- オズワルド・ヴェブレン、J・H・C・ホワイトヘッド共著『微分幾何学の基礎』岩波書店、1950年。
- オズワルド・ヴェブレン『二次微分形式の不変式』白水社、1951年。
- フィリップ・フランク『アインシュタイン』岩波書店〈岩波現代叢書〉、1951年。
  - フィリップ・フランク『評伝アインシュタイン』岩波書店〈岩波現代文庫 社会〉、2005年9月。ISBN 4-00-603120-3。
- アンリ・ポアンカレ『科学の価値』創元社〈創元科学叢書 第45〉、1951年。
- マルセル・ボル『万能数値表』弥永昌吉共訳、白水社、1952年。
  - マルセル・ボル『万能数値表』弥永昌吉共訳（改訂増補版）、白水社、1957年。
- アインシュタイン『相対論の意味』岩波書店、1958年4月。ISBN 4-00-005600-X。
  - アインシュタイン『相対論の意味』岩波文庫、2015年9月。
- J・G・ケメニー、J・L・スネル・G・L・トンプソン『新しい数学 その方法と応用』共立出版、1959年。
- エリー・カルタン『外微分形式の理論 積分不変式』白水社、1964年。
- J・G・ケメニー『新しい数学の構造』ダイヤモンド社、1964年。
- G・A・W・ボエーム 著、フォーチュン編集部編 編『数学の新しい世界』日本評論社、1964年。
- C・B・アーレンデルファー、C・O・オークレー『新しい数学の原理』日本評論社、1966年。
- S・セルビー、L・スウィート『集合・関係・関数』日本評論社、1966年。
- C・B・アーレンデルファー『両親のための新しい数学』日本評論社、1967年。
- アイザック・アシモフ『アシモフ選集』共立出版〈数学編 第1〉、1968年。
- アイザック・アシモフ『アシモフ選集』共立出版〈数学編 第2〉、1968年。
- アイザック・アシモフ『アシモフ選集』共立出版〈数学編 第3〉、1968年。
- J・G・ケメニー『新しい数学とその応用』奥村誠次郎共訳、ダイヤモンド社、1968年。
- 『現代数学百科』矢野健太郎訳補、講談社〈ブルーバックス〉、1968年。
- H・フロイデンタール『数学を鑑賞する』平凡社〈世界大学選書〉、1970年。
- R・G・スタントン・K・D・フライアー編 編『現代数学のトピックス』日本評論社、1970年。
- R・G・バサッカー、T・L・サーティ『グラフ理論とネットワーク基礎と応用』伊理正夫共訳、培風館、1970年。
- J・G・ケメニー『数学・教育・コンピュータ 数学は社会科学に侵入する』ダイヤモンド社、1970年。
- E・E・モイーズ『新しい微積分』 第1、共立出版、1970年。
- E・E・モイーズ『新しい微積分』 第2、共立出版、1970年。
- パピー『パピーの現代数学』玉木和之訳、日本評論社、1970年。
- リーマン、リッチ、レビ=チビタ、アインシュタイン、マイヤー『リーマン幾何とその応用』矢野健太郎訳・解説、共立出版〈現代数学の系譜 10〉、1971年。ISBN 4-320-01163-5。
- E・E・モイーズ『新しい微積分』 第3、共立出版、1971年。
- E・ラバン『プログラムによる基礎数学』 1巻、田島一郎訳編、共立出版、1973年。
- エドゥアール・ラバン『プログラムによる基礎数学』 2巻、田島一郎訳編、共立出版、1973年。
- E・ラバン『プログラムによる基礎数学』 4巻、田島一郎訳編、共立出版、1973年。
- E・ラバン『プログラムによる基礎数学』 5巻、田島一郎訳編、共立出版、1974年。
- E・ラバン『プログラムによる基礎数学』 6巻、田島一郎訳編、共立出版、1974年。
- 野水克己『線形代数の基礎』 上、裳華房〈基礎数学選書 12 A〉、1974年。
- 野水克己『線形代数の基礎』 下、裳華房〈基礎数学選書 12 B〉、1974年。
- ウェン・A・ウィケルグレン『問題をどう解くか 問題解決の理論』秀潤社、1980年7月。
- W・J・ギルバート『現代代数学とその応用』春木茂共訳、共立出版、1981年6月。